# Ятвяги (Яворовский район)
Ятвяги (укр. Ятвяги) — село в Мостисской городской общине Яворовского района Львовской области Украины.
Население по переписи 2001 года составляло 301 человек. Занимает площадь 0,835 км². Почтовый индекс — 81366. Телефонный код — 3234.